# تركوز
تركوز (بدلي سابقا) هي قرية في منطقة بوسوف بمقاطعة أرداهان في شمال شرق تركيا ويبلغ عدد سكانها 388 (حسب تعداد عام 2000). وهي نقطة عبور حدودية إلى فال في جورجيا. تقع تركوز على بعد 97 كم شمال مركز مقاطعة أرداهان و 16 كم (9.9 ميل) شمال شرق بوسوف.
سكان تركوز هم من القفجاق، وهم من نسل الأتراك من آسيا الوسطى، الذين جاءوا إلى المكان من منطقة أخالتسيخ في القرن الثامن عشر. في الماضي، غادر العديد من الناس القرية لأسباب اقتصادية. مع افتتاح نقطة التفتيش الحدودية في عام 1997 ، انتهت الهجرة. حاليا، تعيش 70 عائلة في القرية.
يشير عدد من الهياكل التاريخية في القرية، من بينها الكنائس والمقابر، إلى الإستوطان المبكر للمكان، الذي كان يسمى سابقًا بدلي.